# The Very Best of Chris Rea
The Very Best of Chris Rea — сборник суперхитов британского гитариста Криса Ри, Последний трек был сочинён и записан в 1994 году как дань памяти гонщику Формулы-1 Айртону Сенне, который погиб в аварии 1 мая 1994 года. «Saudade» — это португальское слово, оно означает эмоциональное состояние, которое можно описать как сложную смесь светлой печали, ностальгии по утраченному, тоске по неосуществимому и ощущения бренности счастья.

## Список композиций
1. «The Road to Hell (Part 2)» — 4:32
2. «Fool (If You Think It’s Over)» — 4:05
3. «Let’s Dance» — 4:15
4. «You Can Go Your Own Way» — 3:56
5. «Julia» — 3:55
6. «Stainsby Girls» — 4:08
7. «Tell Me There’s a Heaven» — 6:02
8. «Josephine» — 3:36
9. «Steel River» — 6:11
10. «On the Beach» — 6:50
11. «I Can Hear Your Heartbeat» — 3:23
12. «All Summer Long» — 3:33
13. «The Blue Cafe» — 4:47
14. «Auberge» — 4:44
15. «Driving Home for Christmas» — 4:01
16. «Nothing to Fear» — 4:30
17. «Saudade, Pt. 1 and 2» — 6:49

## Чарты
| Страна         | Место |
| -------------- | ----- |
| Бельгия        | 27    |
| Великобритания | 69    |
| Германия       | 60    |
| Дания          | 11    |
| Норвегия       | 16    |
| Финляндия      | 5     |